# Vlaamse School (strip)
De Vlaamse School is een stroming in de striptekenkunst die wordt geassocieerd met belangrijke Vlaamse tekenaars als Willy Vandersteen, Marc Sleen en Bob De Moor die in meer of mindere mate gemeenschappelijke grafische en verhalende stijlen volgden.

## Omschrijving

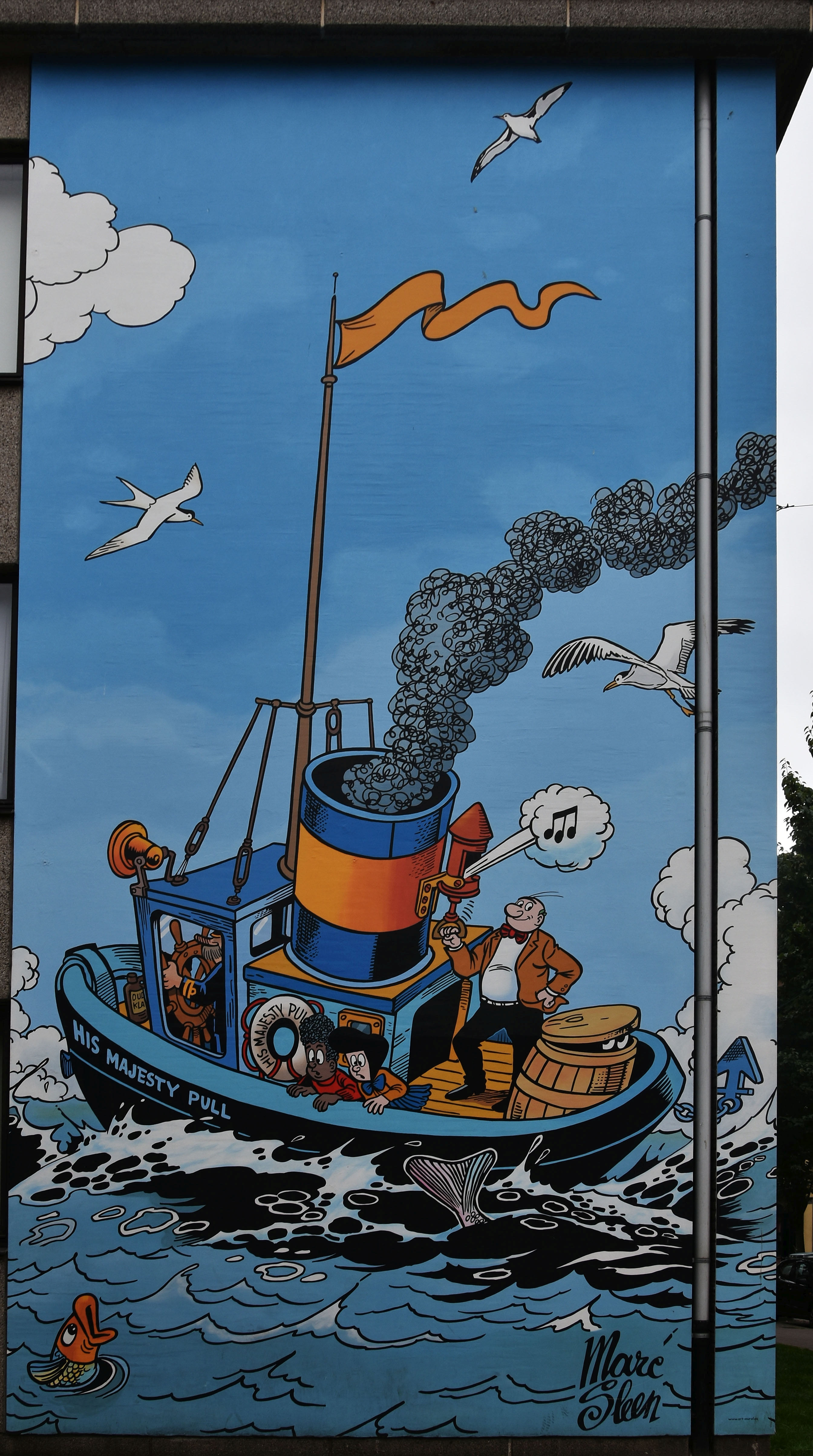
Stripmuur in Antwerpen met een tekening van Marc Sleen

De Vlaamse school ontstond na de Tweede Wereldoorlog in Vlaamse kranten. In een enorme dag-aan-dag-productie legde Vandersteen - samen met De Moor en Sleen - de grondslagen van deze stroming in de striptekenkunst.
De stijl van de tekenaars van de Vlaamse School is nauw verwant in een stijl die tegenwoordig "klare lijn" wordt genoemd. De klare lijn wordt vaak geassocieerd met de Brusselse school en het weekblad Kuifje, waarvoor Vandersteen en De Moor ook enige tijd voor hebben gewerkt. Kenmerkend voor de Vlaamse school is dat de tekeningen iets minder door realisme zijn gedreven en bijvoorbeeld de achtergronden minder gedetailleerd zijn. Een ander kenmerk is dat de humor meer geïnspireerd is door de karakters dan door de situaties, met in de hoofdrol typische personages zoals Lambik en Nero. Andere terugkerende karakters zijn de verstrooide professor (professor Barabas in de reeks Suske en Wiske, professor Kumulus bij Pom, Adhemar in de reeks Nero, professor Gobelijn in de reeks Jommeke), kinderen (Suske en Wiske, Petoetje en Petatje en Fanny en Konstantinopel), de moederfiguur (tante Sidonie, Madam Pheip en Charlotte) en de sterke man (Jerom en Jan Spier).

## Bekende tekenaars van de Vlaamse school
- Willy Vandersteen (Suske en Wiske, 't Prinske, Jerom en De Lustige Kapoentjes)
- Marc Sleen (Nero en De Lustige Kapoentjes)
- Bob De Moor (Meester Mus)
- Jef Nys (Jommeke)
- Karel Biddeloo  (De Rode Ridder)
- Karel Boumans (o.a. De grappen van Lambik en De Lustige Kapoentjes)
- Paul Geerts (Suske en Wiske)
- Hec Leemans (F.C. De Kampioenen)
- Willy Linthout (Urbanus)
- Nix (De Buurtpolitie)
- Pom (Piet Pienter en Bert Bibber)
- Merho (De Kiekeboes)
- Luc Morjaeu (Suske en Wiske)
- Eduard De Rop (o.a. De grappen van Lambik)
- Eric De Rop (o.a. Schanulleke)
- Wout Schoonis (Suske en Wiske)
- Dirk Stallaert (Suske en Wiske, De Kiekeboes en Nero)
- Marc Verhaegen (Suske en Wiske en Senne & Sanne)
- Karel Verschuere (o.a. Bessy)